# Zappéion
Le Zappéion (en grec moderne : Ζάππειον μέγαρο) est un monument situé dans le Jardin national d’Athènes, au cœur de la capitale grecque. Construit dans la seconde moitié du XIXe siècle, il a été utilisé lors de nombreuses cérémonies officielles (comme les Jeux olympiques célébrés à Athènes) mais peut également être utilisé lors d'événements privés.

## Histoire

### Construction
Décédé en 1865, le richissime philanthrope Evángelos Záppas lègue à la Grèce une partie de son immense fortune dans le but d’y voir restaurer les Jeux olympiques. Quatre ans plus tard, en 1869, le Parlement hellénique octroie 80 000 m2 de terrain situés entre les jardins du palais royal et les ruines de l’Olympiéion pour y construire un bâtiment destiné au sport. Le Zappéion doit alors être le premier édifice destiné aux Jeux olympiques de l’époque moderne,. 
Après quelques délais, la pierre angulaire du Zappéion est posée le 20 janvier 1874 et le nouveau bâtiment est édifié par l’architecte danois Theophil Hansen. L’inauguration du bâtiment a lieu le 20 octobre 1888 et c’est le cousin d’Evángelos Záppas, Konstantínos Záppas (en), qui la préside.

### Utilisations
Le Zappéion est utilisé successivement lors des Jeux olympiques de 1896 et de 1906. Lors des Jeux olympiques d'été de 2004, le Zappéion est utilisé comme centre des médias olympiques.
Plusieurs autres événements historiques se sont produits au Zappéion. Parmi ceux-ci, on compte notamment la signature des documents formalisant l’entrée de la Grèce dans la Communauté européenne le 1er janvier 1981.

## Bâtiment
Le bâtiment comporte environ 25 pièces distinctes, mesurant entre 97 et 984 m2.

## Galerie

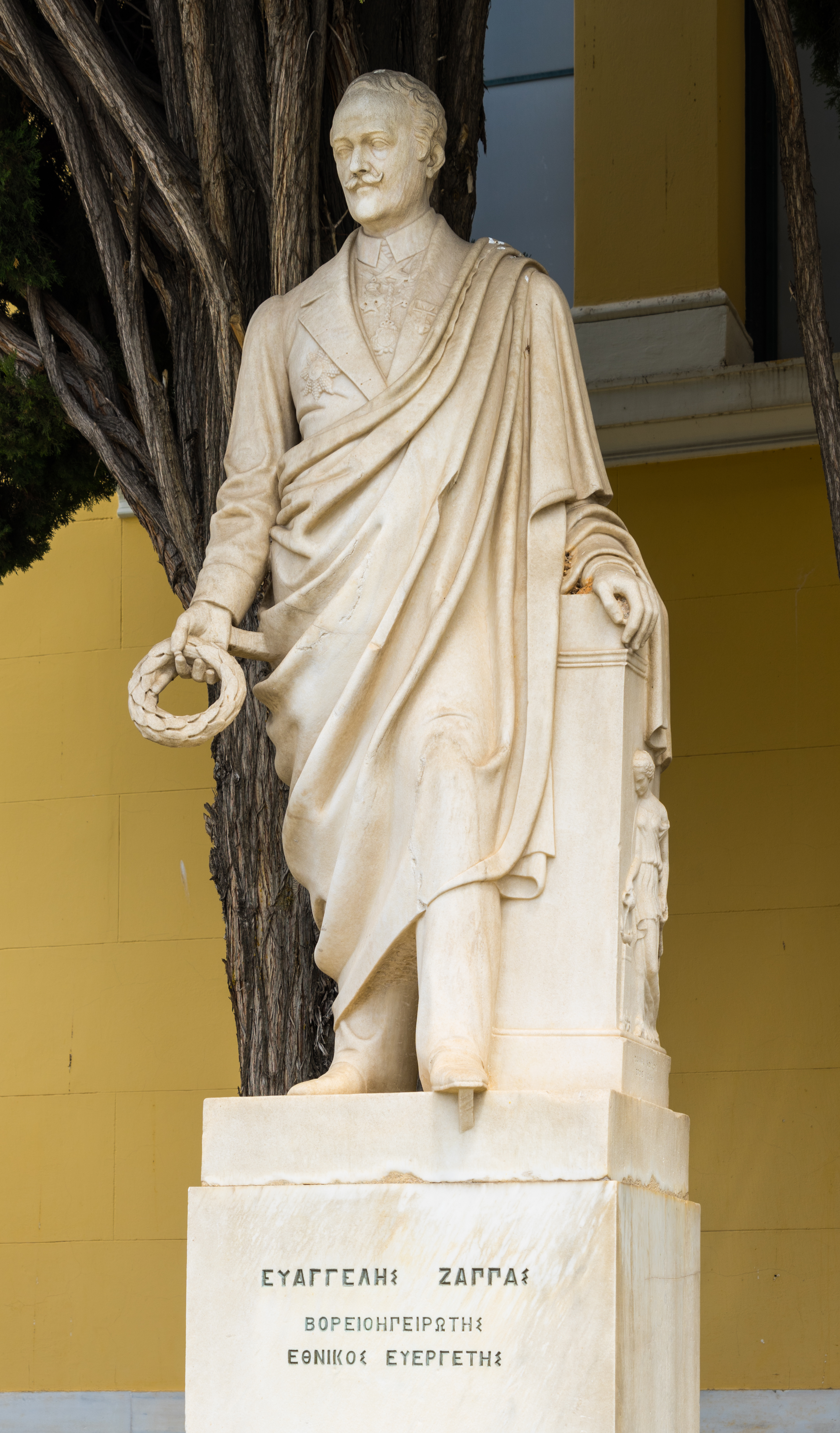
Evángelos Záppas, statue à l'entrée du Zappéion
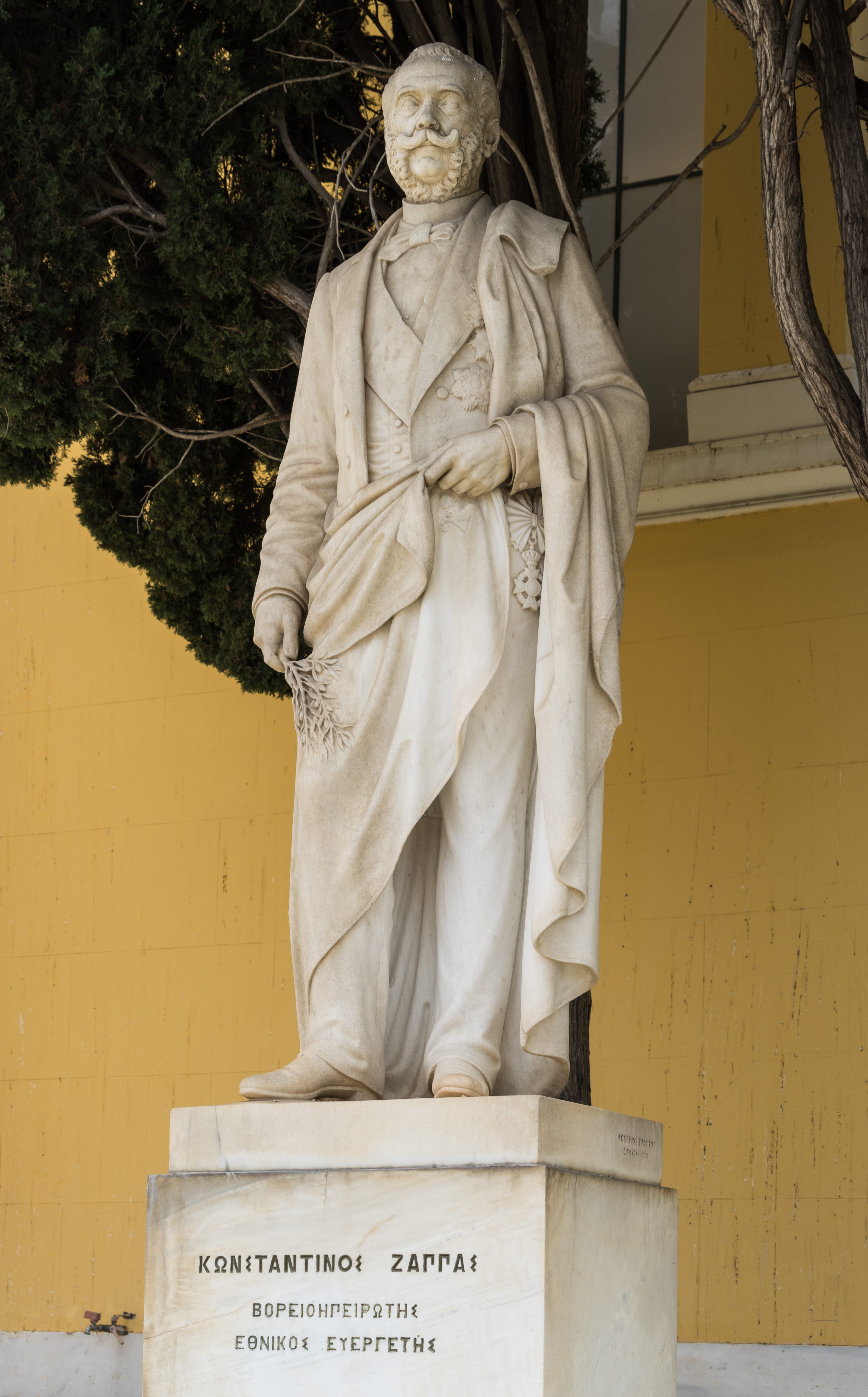
Konstantínos Záppas (en), statue à l'entrée du Zappéion
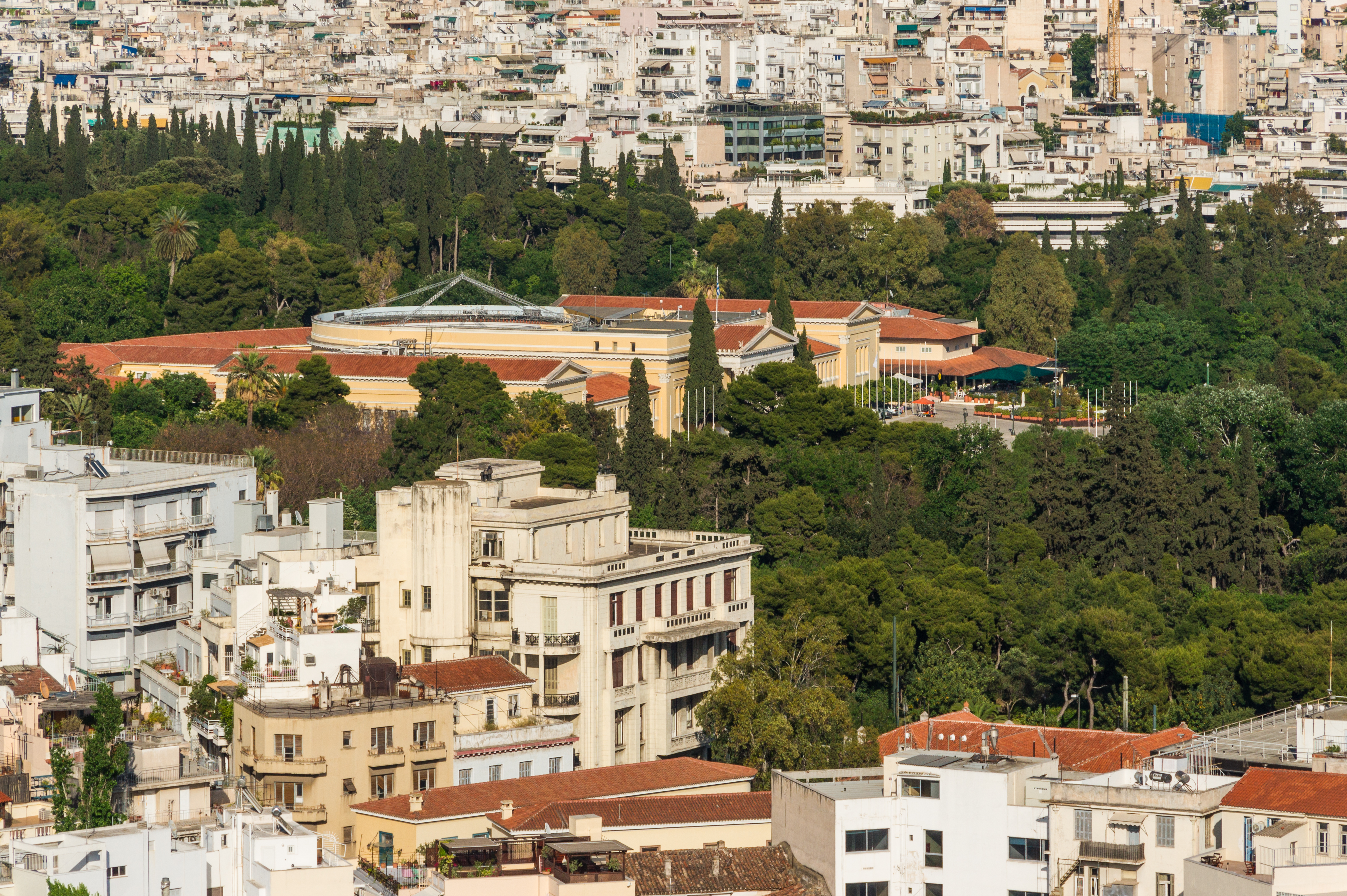
Vue depuis l'Acropole.
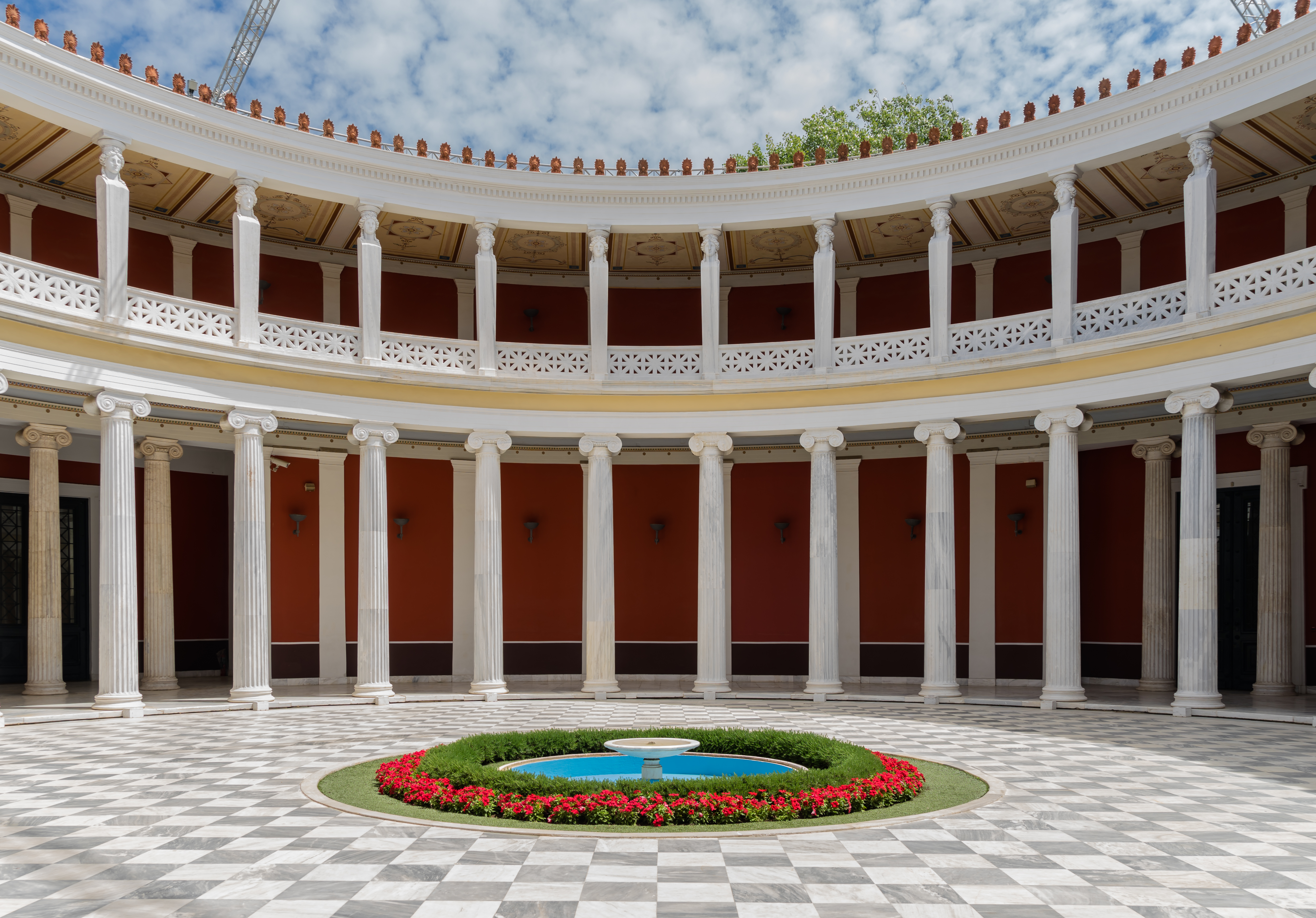
L’atrium du centre de congrès du Zappéion.
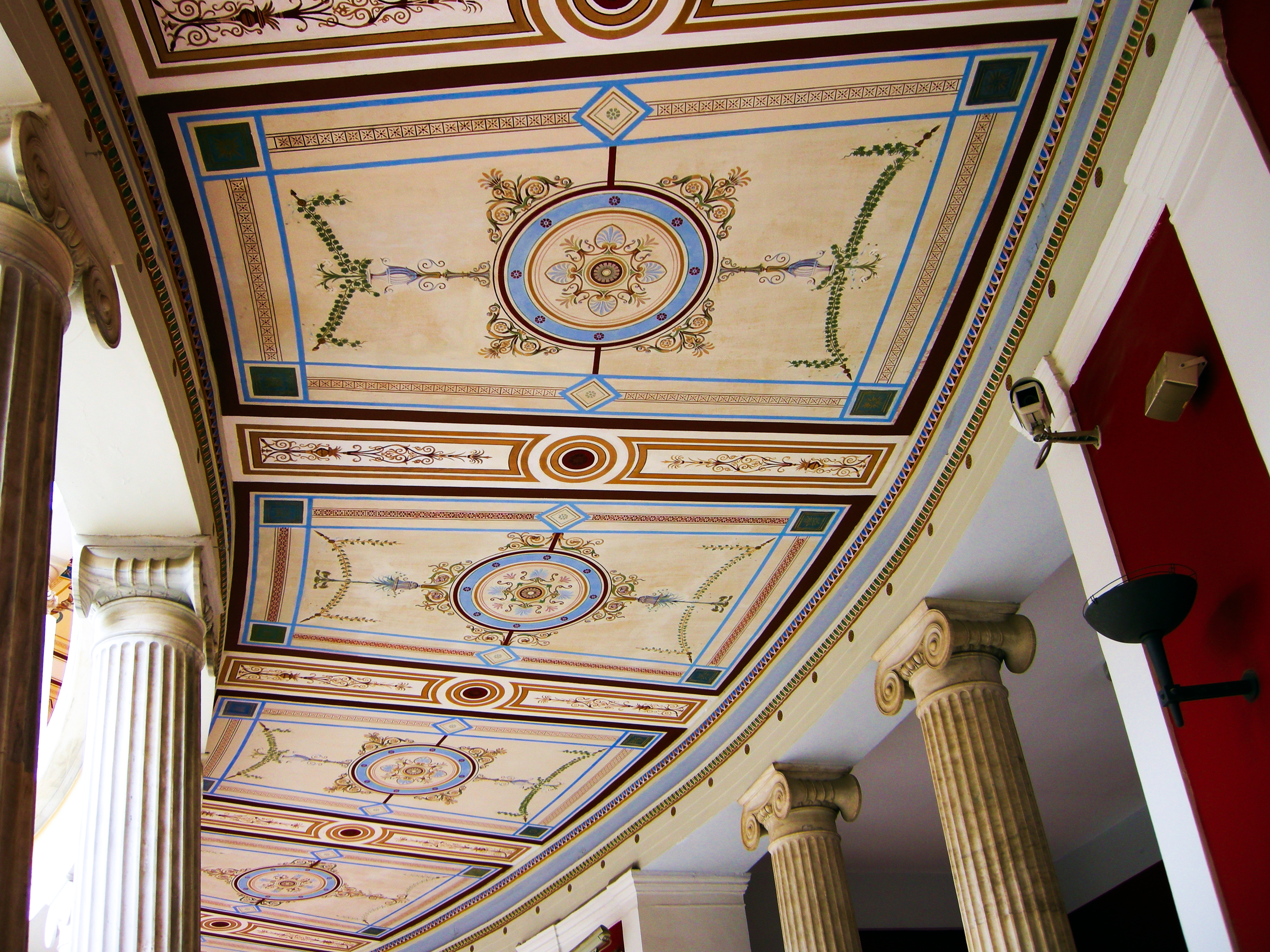
Plafond de la colonnade de l'atrium.
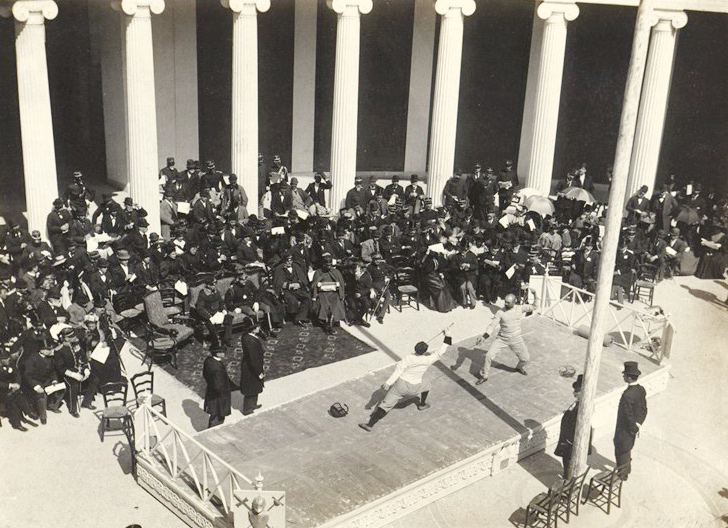
Épreuve d'escrime aux Jeux olympiques de 1896.